# 구 목포 화신연쇄점
구 목포 화신연쇄점은 대한민국 전라남도 목포시에 있는 일제강점기의 건축물이다. 2018년 8월 6일 대한민국의 국가등록문화재 제718-15호로 지정되었다.

## 개요
구 화신백화점 건물로 널리 알려져 있으며 화신백화점은 일제강점기 당시 목포 지역에서 동아부인상회와 함께 대표적인 판매시설로서 당시 건물로서는 특이하게 철근콘크리트 라멘조로 건축되었으며 외관도 수직선, 수평선, 원을 강조하며 기하학적 형태로 구성하고 내부도 넓은 개방적 공간을 구성하며 모더니즘 건축기법을 선구적으로 적용한 근대기 목포 지역의 백화점 건물로서 당시의 생활상, 장소성을 보여주는 상가 건물이다.

## 같이 보기
- 목포 근대역사문화공간

## 참고 자료
- 구 목포 화신연쇄점 - 국가유산청 국가유산포털